# Yssingeaux
 Yssingeaux  (en occitano Sinjau) es una comuna y población de Francia, en la región de Auvernia, departamento de Alto Loira. Es la subprefectura del distrito y la chef-lieu del cantón homónimos.
Está integrada en la Communauté de communes des Sucs.

## Demografía
| 5334 | 5565 | 5878 | 6228 | 6118 | 6492 |
| Para los censos de 1962 a 1999 la población legal corresponde a la población sin duplicidades (Fuente: INSEE [Consultar]) |      |      |      |      |      |

La aglomeración urbana se limita a la comuna.